# Jean-Félix Dorothée
Jean-Félix Dorothée est un footballeur français né le 2 octobre 1981 à Le Blanc-Mesnil. Il évolue au poste de défenseur.

## Biographie
Formé au Stade rennais après trois ans à l'INF Clairefontaine, Jean-Félix Dorothée fait ses débuts en D1 à 17 ans.
Il remporte le championnat d'Europe des moins de 18 ans 2000 avec l'équipe de France des 18 ans.
En 2001, il dispute la Coupe du monde des moins de 20 ans en Argentine, où la France est éliminée par le pays organisateur en quarts de finale.
En 2002, il signe au Valence CF en Espagne, où il ne joue qu'un match avec l'équipe première.
En juillet 2004, il effectue un essai, non concluant, au Stade lavallois.
En janvier 2005, il signe au RE Mouscron en Belgique, où il joue 43 matches en deux saisons et demie.
Au total, Jean-Félix Dorothée a joué deux matchs en Ligue 1, un match en Primera Division et 41 matchs en Jupiler League.

## Carrière
- 1992-1994 :  Le Plessis-Belleville (jeune)
- 1994-1996 :  USM Senlis (jeune)
- 1996-1997 :  CS Meaux (jeune)
- 1998-2002 :  Stade rennais
- 2002- janv. 2005 :  Valence CF
- janv. 2005-2007 :  RE Mouscron
- 2009-2010 :  UJA Alfortville[3]

## Palmarès
- Vainqueur du Championnat d'Europe des moins de 19 ans 2000 avec l'équipe de France U-19
- Finaliste de la Coupe de Belgique en 2006 avec le Royal Excelsior Mouscron